# Samira Kitman
Samira Kitman (nasceu em 1984) é uma caligrafa e miniaturista nascida no Afeganistão que actualmente residente em Lancaster, no norte da Inglaterra.

## Juventude
Os seus pais fugiram do Afeganistão para o Paquistão para evitar uma série de problemas onde viviam, no Afeganistão, durante a sua infância. Contudo, em 2002, eles voltaram para Cabul.

## Carreira
Ela aprendeu o ofício com a Turquoise Mountain Foundation e passou a organizar o contrato que o Afeganistão tinha relativamente à pintura em miniatura, à cerâmica e em madeira para o novo hotel 5 Star Anjum hotel em Meca, que é usado por ricos peregrinos. Ela conseguiu empregar cerca de 15 mulheres caligrafas.
O contrato, no valor de £175,000, serviu para iluminar cerca de 6.000 versículos do Corão para decorar o hotel de cinco estrelas. Ela e as suas artistas tinham 11 semanas para concluir a intrincada tarefa pintar as letras com uma mistura entre o verde e ouro aquarela.
Ela foi eleita a empresária afegã do ano, tem sido elogiada pelo Príncipe Carlos e teve a sua arte exibida no museu Victoria and Albert, em Londres, e no instituto Smithsonian, em Washington.
Ela criou a ''Maftah-e Hunar'', uma fundação de arte que treinou 80 jovens e carentes mulheres para se tornarem artistas e ganharem a vida. Em 2016, ela aparece em ''We Are Afghan Women'', um livro escrito pela ex-primeira-dama norte-americana, Laura Bush.

## Pedido de asilo
O seu alto perfil atraiu a atenção de militantes no Afeganistão, e ela viu-se forçada a pedir asilo ao Reino Unido, tendo acabado por ser colocada pelo Home Office em Lancaster. O seu pedido foi inicialmente recusado, e após ser colocado um recurso, em seguida, no dia 18 de Março, o Home Office reverteu a sua decisão um dia antes: "Eles viram que, após a rever a sua decisão, eles não haviam percebido a extensão do perfil de Samira no Afeganistão e internacionalmente, e que na realidade, devido ao seu perfil, ela estaria em risco." 

## Recursos
- «From businesswoman of the year to £5 a day in a shared house»
- «24yr-old Afghan woman wins the Best Woman Entrepreneur Award»
- «Afghan artist wins asylum claim following Guardian report»